# Тихон (Калмыкия)
Тихон— исчезнувший посёлок в Яшалтинском районе Калмыкии. Располагался при балке Тихон, к востоку от села Матросово (2-й Чонос), на левом берегу реки Джалга.

## История
Дата основания не установлена. Согласно списку населённых мест Ставропольской губернии в 1909 году в хотоне Тихон Икичоносова рода Большедербетовского улуса проживало 190 человек, 92 душ мужского и 98 женского пола, имелись 39 дворов.
В 1920 году в составе Большедербетовского улуса включён в состав Калмыцкой АО (с 1935 года - Калмыцкая АССР).
28 декабря 1943 года калмыки были депортированы, посёлок Зун, как и другие населённые пункты Яшалтинского района Калмыцкой АССР, был включён в состав Ростовской области. Передан в состав Калмыцкой АО в 1957 году. Дата исключения из числа населённых пунктов не установлена.

## Население
| 1909 |
| ---- |
| 190  |